# Sefīd Kamareh
Sefīd Kamareh (persiska: سِفيد كَمَرِه, سِفيد كَرِه, سفیدکمره) är en ort i Iran.   Den ligger i provinsen Kurdistan, i den nordvästra delen av landet, 500 km väster om huvudstaden Teheran. Sefīd Kamareh ligger 1 662 meter över havet och antalet invånare är 143.
Terrängen runt Sefīd Kamareh är huvudsakligen kuperad, men åt sydväst är den platt.Runt Sefīd Kamareh är det ganska tätbefolkat, med 96 invånare per kvadratkilometer. Närmaste större samhälle är Bāneh, 10,6 km nordväst om Sefīd Kamareh. Trakten runt Sefīd Kamareh består i huvudsak av gräsmarker.